# Cyrtonota bugaensis
Cyrtonota bugaensis es una especie de insecto coleóptero de la familia Chrysomelidae.
Fue descrita científicamente en 1999 por Borowiec & Sassi.